# Hylaeus bacillarius
Hylaeus bacillarius là một loài Hymenoptera trong họ Colletidae. Loài này được Cockerell mô tả khoa học năm 1914.